# 何岩柯
何赟（1982年5月27日—），主持名何岩柯，男，祖籍四川资阳，生于北京，現為中央广播电视总台央视新聞頻道《朝闻天下》和《环球视线》节目主播，曾担任央视驻外记者。

## 家庭
- 父亲：何华武